# Spiranthes aestivalis
Spiranthes aestivalis är en orkidéart som först beskrevs av Jean Louis Marie Poiret, och fick sitt nu gällande namn av Louis Claude Marie Richard. Spiranthes aestivalis ingår i släktet skruvaxsläktet och familjen orkidéer. Inga underarter finns listade i Catalogue of Life.
Arten når vanligen en höjd av 10 till 30 cm och i sällsynta fall förekommer 40 cm höga exemplar. Liksom hos andra släktmedlemmar är blommorna oftast fäst på stjälken i en skruvlinje. Det finns även exemplar som har alla blommor på samma sida. Blommorna är helt vita och stjälken samt de smala bladen är gulgröna.
Spiranthes aestivalis förekommer från Balkan och Centraleuropa till Iberiska halvön och centrala Italien. Den växer även på Korsika och Sardinien. Orkidén hittas i norra delen av utbredningsområdet upp till 900 meter över havet och nära Medelhavet når den 1500 meter höjd.
Habitatet utgörs av öppna soliga områden med våt undergrund som fuktiga ängar, träskmarker eller platser med mossa.
Arten blommar mellan maj och augusti. Den pollineras av bin och humlor och vid slutet av september är kapslarna mogna. Spiranthes aestivalis kan även föröka sig med hjälp av knölar som utvecklas vid de låga bladens tvärstänger. Knölarna faller av och utvecklas till en ny orkidé.
Denna orkidé hotas av landskapsförändringar, av intensiv gödsel och av torrläggning. Flera exemplar samlas in och förvaras i herbarium. Arten är överallt i utbredningsområdet sällsynt och beståndet minskar. I Belgien, Nederländerna, Ungern och Storbritannien är den redan utdöd. IUCN listar Spiranthes aestivalis med kunskapsbrist (DD).

## Bildgalleri

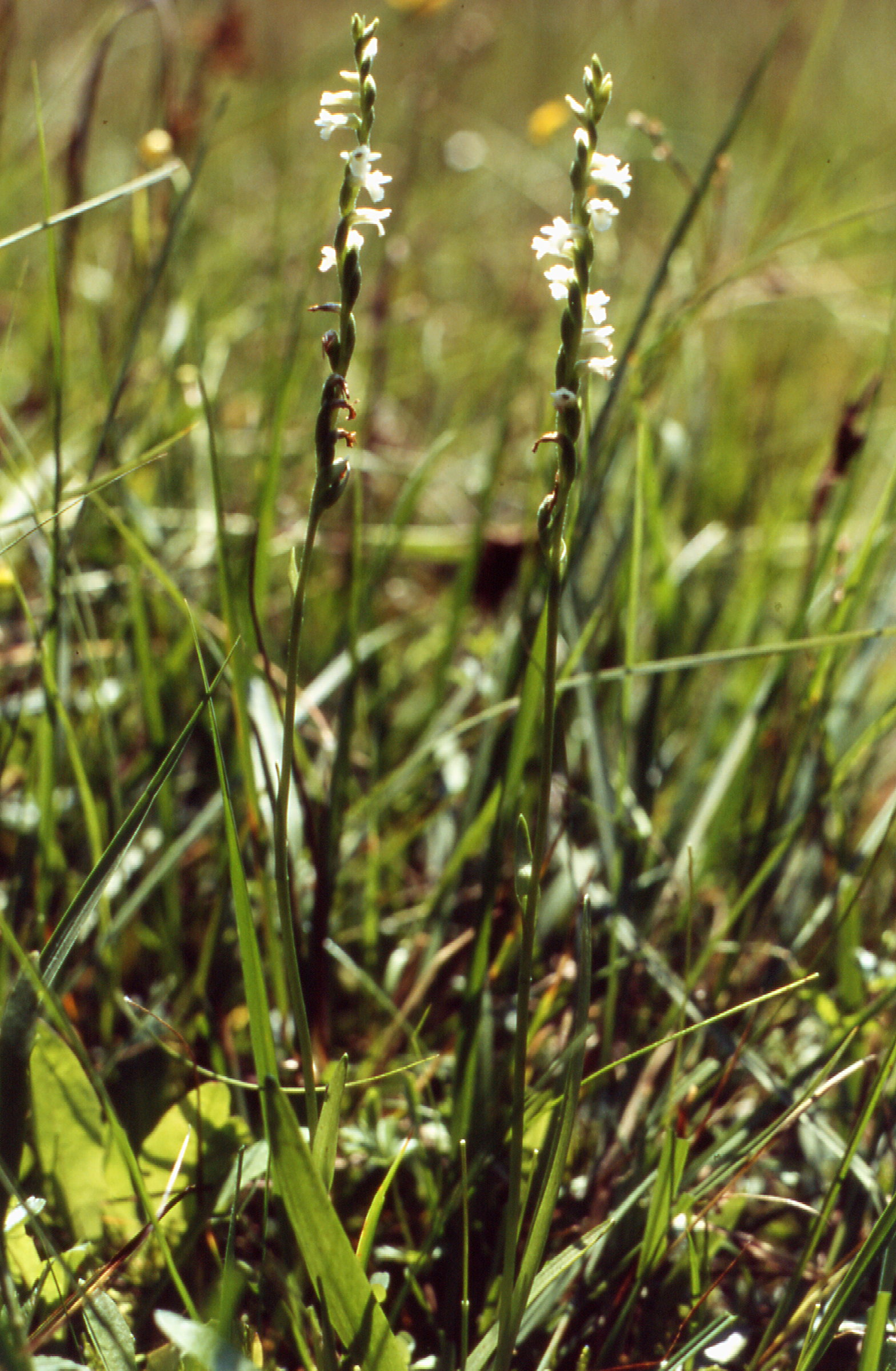
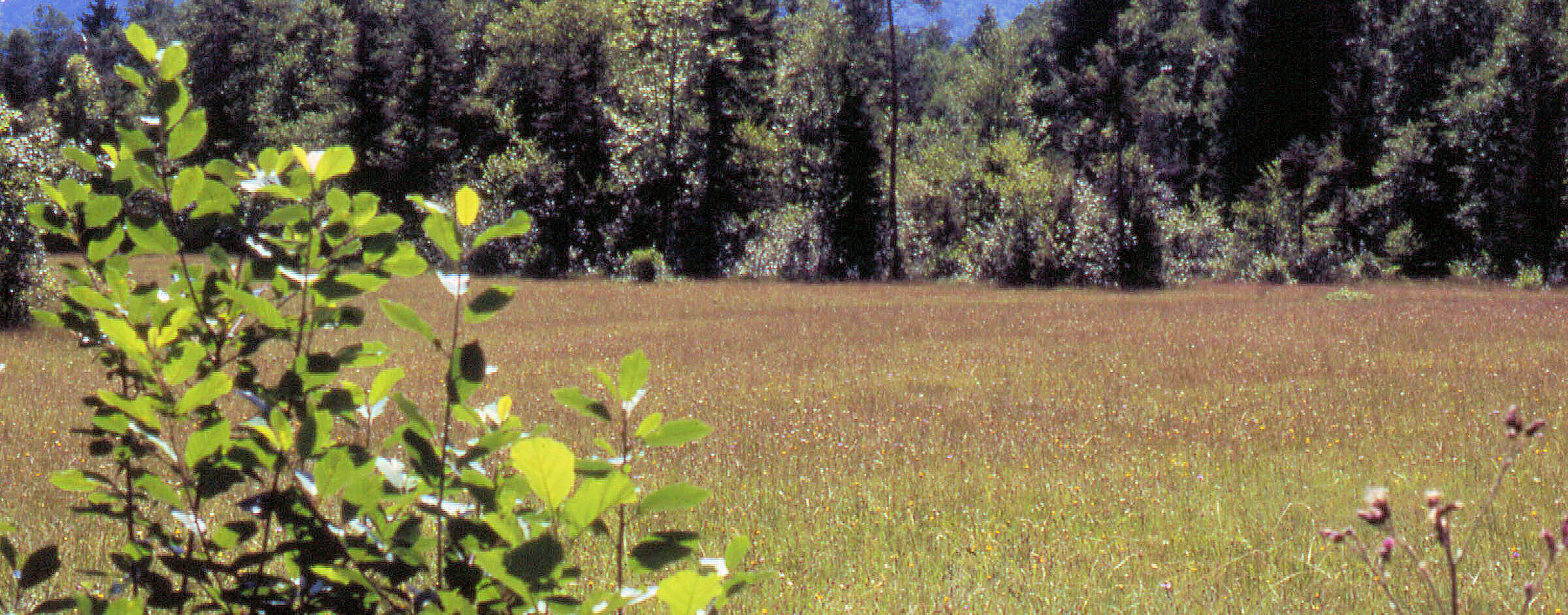
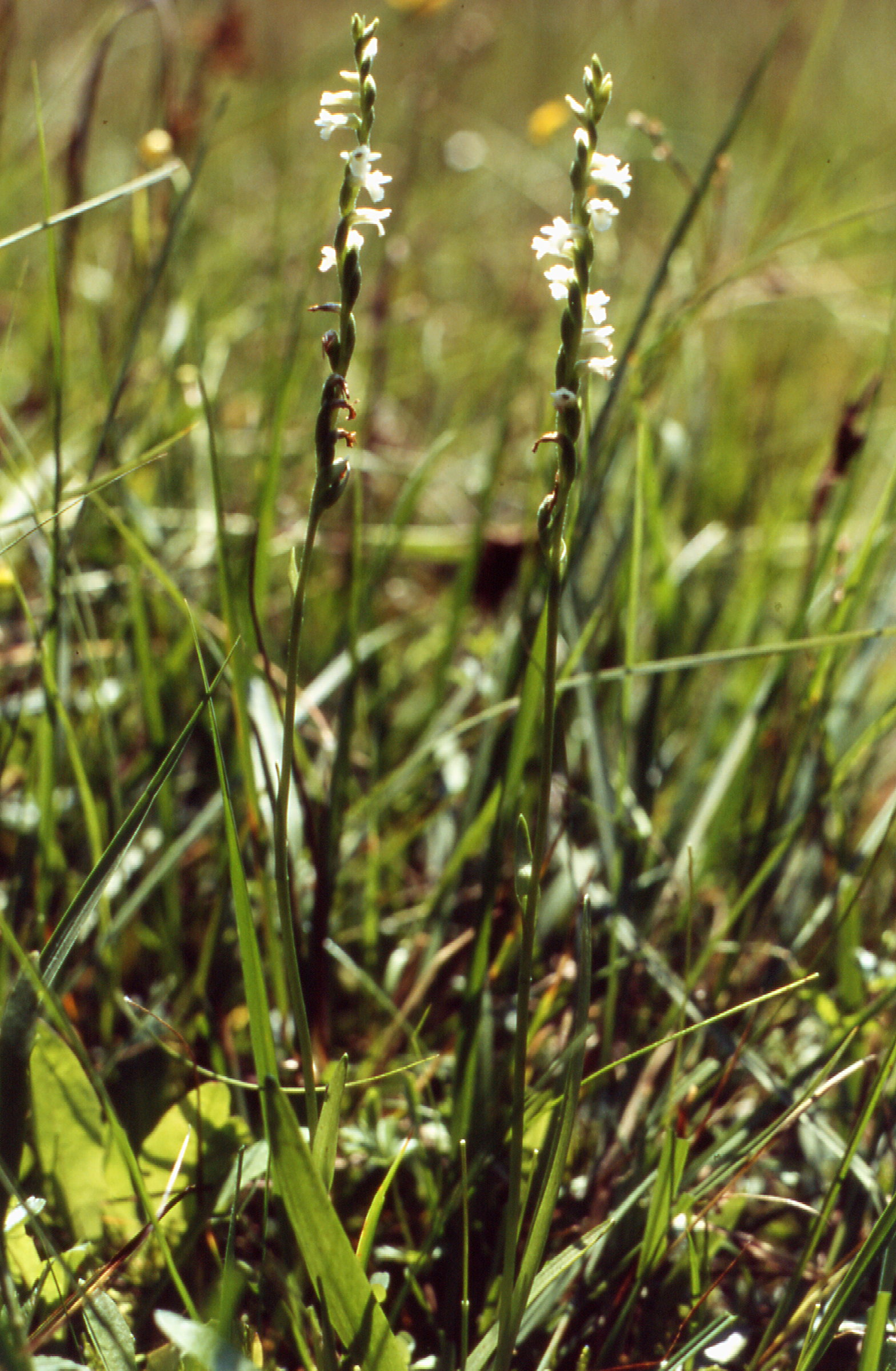
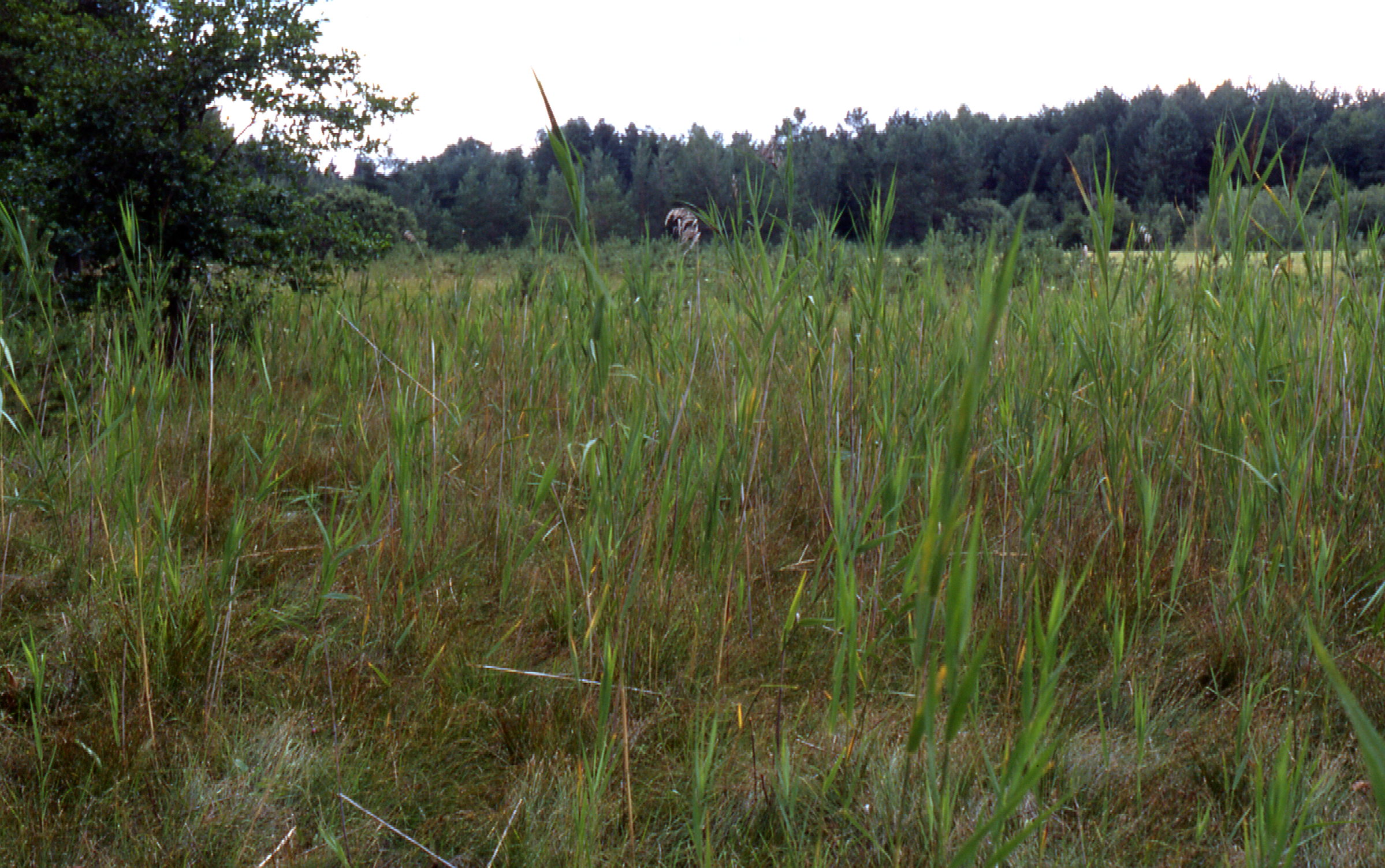
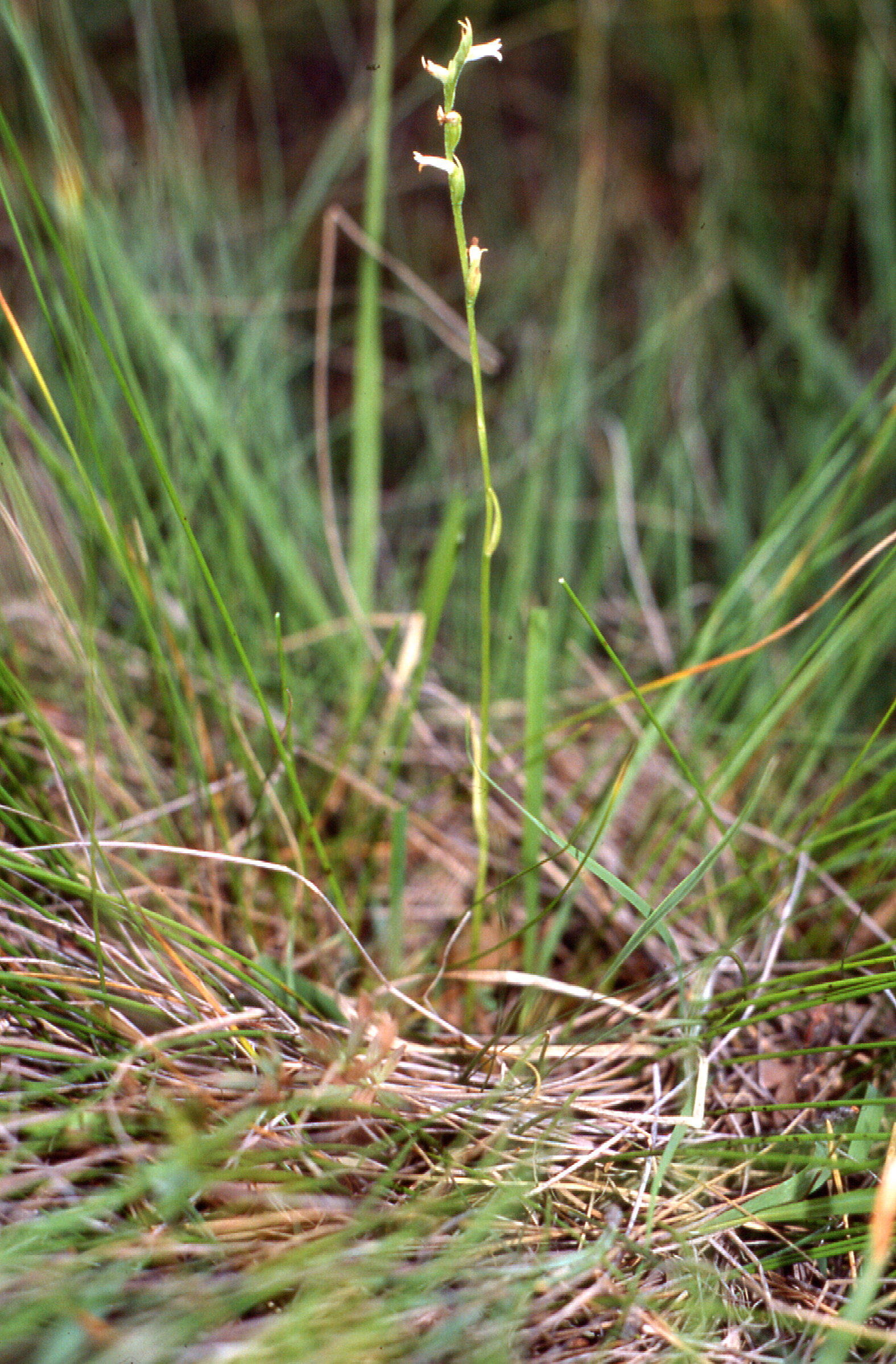